# Pimelodella meeki
Pimelodella meeki är en fiskart som beskrevs av Eigenmann, 1910. Pimelodella meeki ingår i släktet Pimelodella och familjen Heptapteridae. Inga underarter finns listade i Catalogue of Life.